# Eugen Lulves

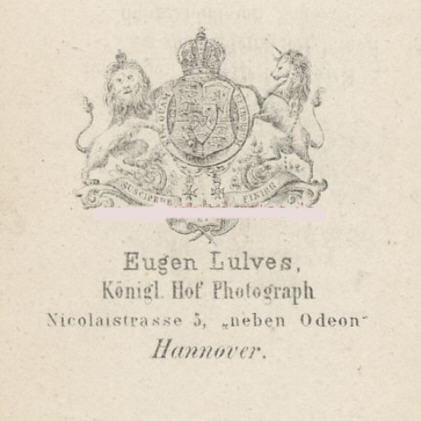
Adressangabe auf der Rückseite einer Fotografie, um 1865

Eugen Lulves (* 3. August 1832 in Mülhausen; † 1891 in Bückeburg) war  ein Fotograf, der im 19. Jahrhundert in Hannover und Bückeburg arbeitete.

## Leben
1859 entstand Lulves Buch Zwölf Ansichten der sechsten Gewerbe Ausstellung in Hannover, der über die Hofbuchhandlung von Victor Lohse erschien. Es trug auf dem Umschlag die Initialen von König Ernst August I. von Hannover und enthielt zwölf Salzdrucke mit Innenaufnahmen der letzten Gewerbeausstellung im Königreich Hannover.
Erstmals wurde Lulves 1860 im Adressbuch der Stadt Hannover als Fotograf aufgeführt. 1863 wurde er Hoffotograf des Königshauses Hannover. Unerforscht ist, womit sich Lulves „den Anspruch auf diesen Titel erwarb“. Gerade dieser Titel und die damit verbunden frühen Aufnahmen der königlichen Familie machen Lulves so bedeutend: Denn „Georg V. war blind und wurde deshalb von den Reizen des neuen Bildmediums nicht erreicht, warum es kaum Aufnahmen von ihm und der königlichen Familie gibt. Es wurden [zur Präsentation für das Volk] zwar Reproduktionen nach gemalten Herrscherbildern verbreitet, Aufnahmen »nach dem Leben sind jedoch höchst selten«.“ Erst „nach dem Verlust des Thrones nach 1866“ bediente sich Georg V. „aus dem Exil in Österreich“ umso eifriger der Fotografie, „[...] um den Gedanken an eine baldige Rückkehr des Herrscherhauses und eine Restauration der alten Verhältnisse wachzuhalten“. Im Exil in Gmunden kamen dann jedoch andere renommierte Fotografen zum Zuge, wie beispielsweise der „k.u.k. Hofphotograf“ Carl Jagerspacher.
1863 offerierte Lulves in der Neuen Hannoverschen Zeitung ein Album von 1813 mit 16 abfotografierten Porträts berühmter Männer aus der Zeit der Freiheitskriege.
Um 1865 hatte Lulves sein Atelier in der Nicolaistraße 5, „neben dem Odeon.“ Am Sonntag, den 12. Dezember 1869, eröffnete er in Bückeburg „vor dem Oberen-Thore im Hause des Herrn Kaufmann Siebe, nahe der Caserne“ ein neues und „allen Anforderungen  entsprechendes“ fotografisches Atelier.

## Werke

### Alben
- Album von 1813, zur Erinnerung an die Befreiungskriege eine Sammlung von 16 Porträts berühmter Männer der Zeit, 1863[8]
- Zwölf Ansichten der sechsten Gewerbe Ausstellung in Hannover. Photographien von Eugen Lulves. Hof. Buchhandlung von Victor Lohse in Hannover, gebunden[3], 1859[4]
- Zur General-Versammlung des deutschen Eisenbahn-Vereins in Hannover am 9., 10. und 11. August 1864 gab Lulves ein Album heraus mit 10 montierten Originalabzügen (Albuminabzüge) 8 cm × 6,5 cm, Duodez 14,6 cm × 11,7 cm (auf Tafeln). Dem Album lag ein lithographischer Faltplan lose bei. Den farblithographisch illustrierten Pappband mit 37 Seiten druckte das Haus Jänecke[11][12]

## Porträts
Bekannt sind zahlreiche „Carte de Visit-Portraits von Mitgliedern des Königshauses und der »besseren Gesellschaft«,“ darunter von dem Arzt Louis Kugelmann.

### Beispielgalerie

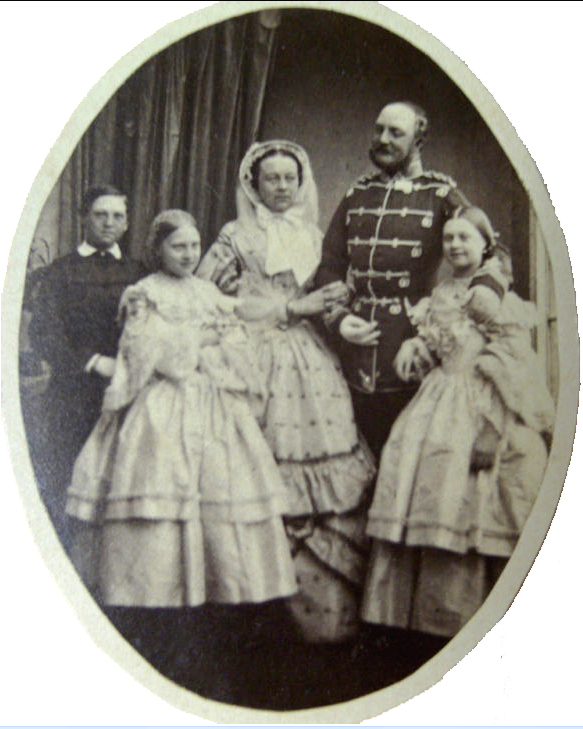
„Eine der wenigen frühen Photographien von Georg V. mit Familie“,[6] wie sie sonst nur durch ein Gemälde Friedrich Kaulbachs bekannt wurden
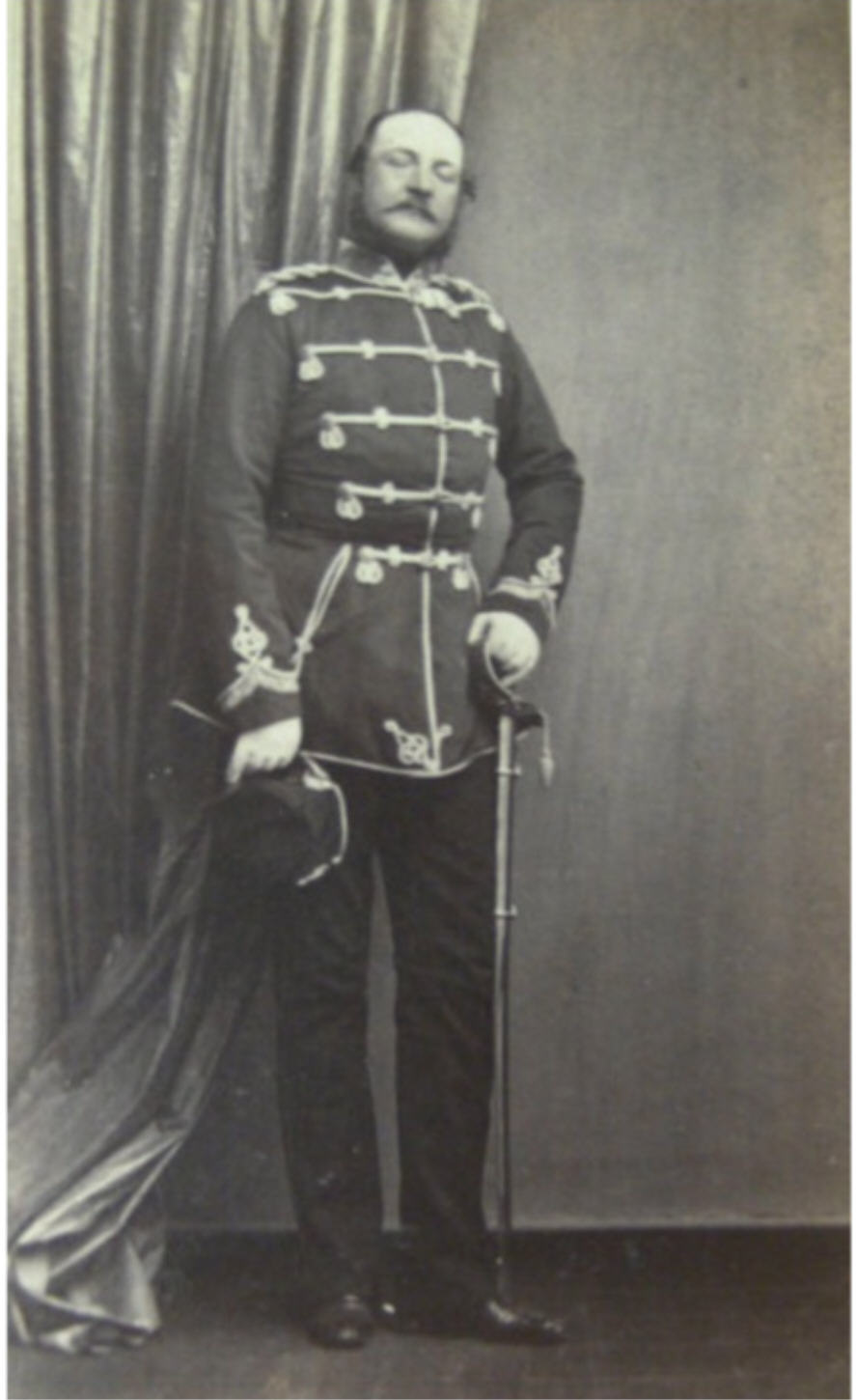
Georg V. von Hannover
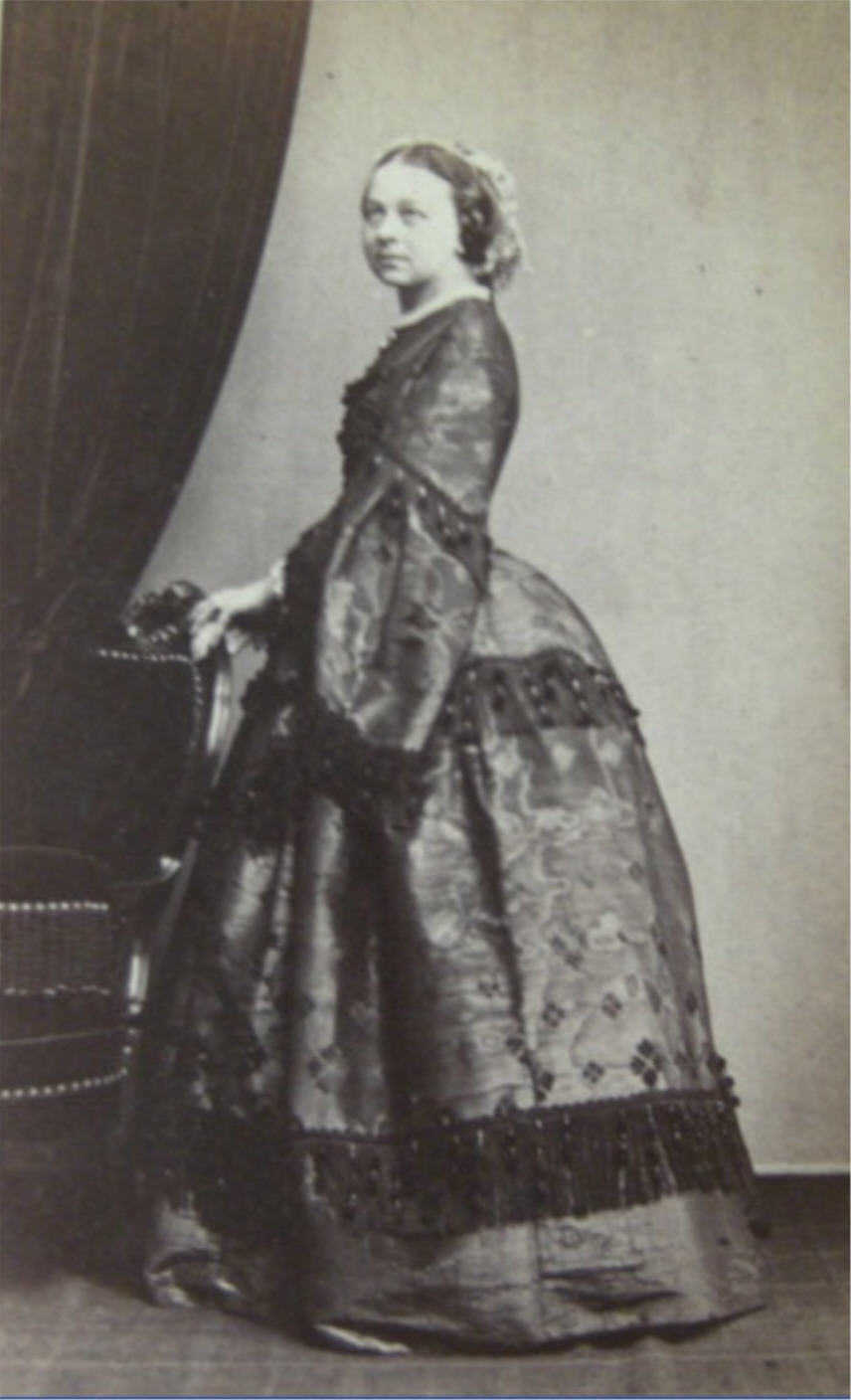
Königin Marie von Hannover
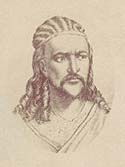
Theodor II. (Äthiopien)
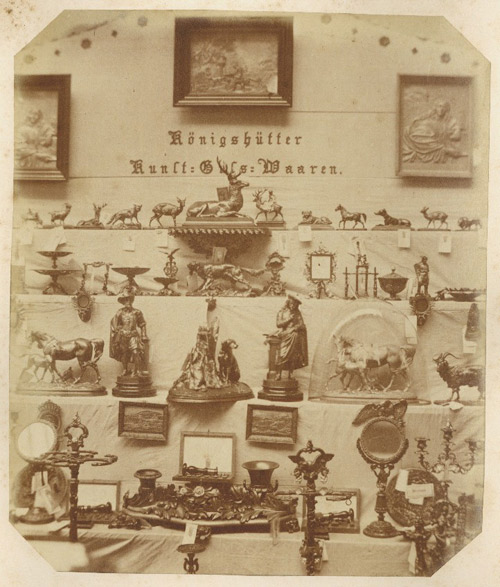
„Königshütter Kunst-Glas-Waaren“ auf der 6. Gewerbeausstellung in Hannover